# Orbis academicus
Der Orbis academicus ist eine problemgeschichtliche Enzyklopädie der Wissenschaften in Dokumenten und Darstellungen. Idee und Konzeption sind nach dem Ende der nationalsozialistischen Herrschaft aus dem Bestreben erwachsen, Traditionen auf ihre Haltbarkeit zu prüfen, eine geistige Bestandsaufnahme vorzunehmen, um aus der historischen Besinnung neue Ausgangspunkte für die wissenschaftliche Arbeit zu finden.
Herausgeber der im Verlag Karl Alber, Freiburg/München erschienenen Enzyklopädie war Fritz Wagner, der sie 1951 mit seinem Band Geschichtswissenschaft eröffnete. Im Vorwort bemerkte er zu seinem Vorhaben: „In unseren Bänden soll die lastende Stoffmasse in lebendige Fragestellungen verwandelt und somit dem Anhauch schöpferischen Geistes unterworfen werden. Eben diesen Prozeß in den einzelnen wissenschaftlichen Disziplinen durch den Gang der Jahrhunderte und den Spiegel von Völkerschicksalen und Einzelleben zu verfolgen, ist unser Bemühen.“
Dem Herausgeber stand ein Mitarbeitergremium zur Seite, dem zunächst Wilhelm Britzelmayr, Robert Scherer, Hans Schimank, Gottlieb Söhngen, Hans Thieme und Emil Ungerer angehörten, zu denen später August Buck, Clausdieter Schott, Elisabeth Ströker und Meinolf Wewel hinzukamen.
Die Enzyklopädie „Orbis academicus“ gliedert sich in eine geisteswissenschaftliche, eine naturwissenschaftliche und eine philosophische und theologische Abteilung. Hinzu kommen zwei Sonderreihen, eine zur „Geschichte der politischen Ideen“ (5 Bände) und eine zur „Geschichte von Naturschutz, Landschaftspflege und Humanökologie“ (5 Bände); außerdem in 8 Sonderbänden sechs speziellere historische Werke.
Insgesamt erschienen im „Orbis academicus“ in den Jahren 1950 bis 1987 49 Werke in 59 Bänden. Eine alle Wissenschaften umfassende Enzyklopädie konnte nicht realisiert werden. Es blieben Lücken, aber: „Es kommt der Sammlung nicht so sehr darauf an, alle tatsächlich existierenden Einzeldisziplinen problemgeschichtlich zu durchleuchten, sondern es an exemplarischen Einzelwissenschaften zu tun.“

## Einzelbände
Geisteswissenschaftliche Abteilung:
Geschichtswissenschaft (Fritz Wagner) 1951, 2. Aufl. 1966 – Altertumskunde (Max Wegner) 1951 – Soziologie: Geschichte ihrer Probleme (Helmut Schoeck) 1952, 2. Aufl. 1964 – Musik (Hermann Pfrogner) 1954 – Völkerrecht (Ernst Reibstein). Bd. 1: 1958, Bd 2: 1963 – Sprachwissenschaft (Hans Arens) 1955, 2. Aufl. 1969 – Forschungsgeschichte der Mythologie (Jan de Vries) 1961 – De homine (Michael Landmann) 1962 – Pädagogik. 3 Bde. (Theodor Ballauff u. Klaus Schaller) 1969–1972 – Der Raum. 2 Bde. (Alexander Gosztonyi) 1976 – Kunsterfahrung und Kunstwissenschaft. 3 Bde. (Heinrich Lützeler) 1975 – Humanismus (August Buck) 1987 – Ewiger Friede: Friedensrufe und Friedenspläne seit der Renaissance (Kurt von Raumer), 1953 – Politische Wissenschaft (Carl Joachim Friedrich) 1961
Naturwissenschaftliche Abteilung:
Astronomie (Ernst Zinner) 1951 – Vererbungswissenschaft (Alfred Barthelmeß) 1951 – Evolution (Walter Zimmermann) 1953 – Heilkunde (Werner Leibbrand) 1953 – Technik (Friedrich Klemm) 1954 – Grundlagen der Mathematik in historischer Darstellung (Oskar Becker) 1954, 2. Aufl. 1964 – Physik (Heinrich Lange). Band I: 1954, Band II: 1961 – Biologie vom Altertum bis zur Romantik (Theodor Ballauff) 1954 – Wetterkunde, Wetterforschung (Karl Schneider-Carius) 1954 – Atom gestern und heute (A. G. M. van Melsen) 1957 – Geologie und Paläontologie in Texten und ihrer Geschichte (Helmut Hölder) 1960 – Der Wahnsinn (Werner Leibbrand und Annemarie Wettley) 1961 – Biologie in den letzten Jahrzehnten (Emil Ungerer) 1965 – Physiologie (Karl Eduard Rothschuh) 1968 – Geographie (Hanno Beck) 1973
Geschichte der politischen Ideen in Dokumenten und Darstellungen:
Kritik und Krise. Ein Beitrag zur Pathogenese der bürgerlichen Welt (Reinhart Koselleck) 1959 – England und das friderizianische Preussen 1740 – 1763:  Ein Beitrag zum Verhältnis von Politik und öffentlicher Meinung im England des 18. Jahrhunderts (Manfred Schlenke) 1963 – Die Eigentumslosen: Der deutsche Pauperismus und die Emanzipationskrise in Darstellungen und Deutungen der zeitgenössischen Literatur (Carl Jantke, Dietrich Hilger)  1965 – Freiheit und Demokratie in Frankreich: Die Diskussion von der Restauration bis zur Résistance (Rudolf von Albertini) 1957 – Das Problem des Präventivkrieges im europäischen Staatensystem mit besonderem Blick auf die Bismarckzeit (Karl-Ernst Jeismann) 1957 – Das Problem der politischen Opposition: Entwicklung und Wesen der englischen Zweiparteienpolitik im 18. Jahrhundert (Kurt Kluxen) 1956
Philosophische und theologische Reihe:
Die Ostkirche im Lichte der protestantischen Geschichtsschreibung von der Reformation bis zur Gegenwart (Ernst Benz) 1952 – Formale Logik (Joseph Maria Bocheński) 1956, 6. Aufl. 2002 – Das Neue Testament (Werner Georg Kümmel) 1958, 2. Aufl. 1970 – Rom und die Patriarchate des Ostens (Wilhelm de Vries) 1963 – Geschichte der Kirchlichen Historiographie. 2 Bde. (Peter Meinhold) 1967
Als Sonderreihe erschien:
die von Alfred Barthelmeß herausgegebenen Problemgeschichte von Naturschutz, Landschaftspflege und Humanökologie. Bd. 1: Wald. Umwelt des Menschen (Alfred Barthelmeß) 1972. – Bd. 2: Wild. Lebendige Umwelt (Dietrich Stahl) 1979. – Bd. 3: Vögel – Lebendige Umwelt (Alfred Barthelmeß) 1981. – Bd. 4: Wasser. Lebenselement und Umwelt (Leopold und Roma Schua) 1981. – Bd. 5: Landschaft: Lebensraum des Menschen (Alfred Barthelmeß) 1988
Als Sonderbände erschienen u. a.:
Volkssouveränität und Freiheitsrechte (Ernst Reibstein). 2 Bde. 1972 – Formen des Eros: Kultur- und Geistesgeschichte der Liebe (Werner Leibbrand, Annemarie Leibbrand-Wettley). 2 Bde. 1972  – Historisches Bewusstsein in der Naturwissenschaft von der Aufklärung bis zum Positivismus (Dietrich von Engelhardt) 1979 – Topologie der Metaphysik (Herbert Boeder) 1980 – Die Harmonie der Sphären: die Geschichte der Idee des Welteneinklangs und der Seeleneinstimmung ( Hans Schavernoch) 1981 –Das Kunstschöne: sein Ursprung in der italienischen Renaissance (Wilhelm Perpeet) 1987